# Dia Internacional da Alfabetização
O Dia Internacional da Alfabetização é comemorado em 8 de setembro desde 1967 e foi oficialmente estabelecido em 1966 pela UNESCO.

## Proclamação
O Dia Internacional da Alfabetização foi proclamado pela UNESCO em 26 de outubro de 1966 para destacar a importância da alfabetização como base dos direitos humanos e para promover iniciativas de combate ao analfabetismo em todo o mundo. O dia é instituído como um lembrete de que o acesso igualitário à educação é fundamental para uma sociedade justa e igualitária.

## Celebração
É comemorado anualmente em 8 de setembro. A escolha dessa data visa lembrar e aumentar a conscientização sobre a importância da leitura e da escrita. Desde sua primeira celebração em 1967, o dia tem servido para aumentar a conscientização sobre a alfabetização como um direito humano.

## Temas
- 2001: 2001: Reafirmando o compromisso com a causa da alfabetização para todos[5]
- 2002: Alfabetização para a Diversidade: Vozes de Resiliência[6]
- 2003: A alfabetização como fonte de liberdade[7]
- 2004: Necessidade de educar mulheres e meninas[8]
- 2005: Por um mundo livre de analfabetismo[9]
- 2006: A alfabetização é a base do desenvolvimento[10]
- 2007: Alfabetização, a chave para a saúde e o bem-estar[11][12]
- 2008: A alfabetização é o melhor remédio[13]
- 2009: O poder da alfabetização[14]
- 2010: O poder da alfabetização das mulheres[15]
- 2011: Alfabetização e paz[16]
- 2012: Alfabetização e paz[17]
- 2013: Alfabetização para o século XXI[18]
- 2014: Alfabetização e desenvolvimento sustentável[19]
- 2015: Alfabetização e sociedades sustentáveis[20]
- 2016: Lendo o passado escrevendo o futuro[21][22]
- 2017: Alfabetização em um mundo digital[23][24]
- 2018: Alfabetização e desenvolvimento de habilidades[25][26]
- 2019: Alfabetização e multilinguismo[27][28]
- 2020: Ensino e aprendizagem da alfabetização durante a crise da COVID-19 e depois[29][30]
- 2021: Alfabetização para uma recuperação centrada nas pessoas: superando a exclusão digital[31][32]
- 2022: Transformando os espaços de aprendizagem da alfabetização[33]
- 2023: Promoção da educação multilíngue: alfabetização para a compreensão mútua e a paz[3]
- 2024: Direito à educação para todos[34]